# Pave Felix 3.
Felix 3. var pave fra 526 til 530. Eftersom en tidligere pave ved navn Felix blev omdefineret til modpave, var der noget forvirring omkring rækkefølgen, og han er derfor også kendt som Felix 4. Han var fra Samnium og var søn af Castorius. Efter at pave Johannes 1. blev dræbt af østgoteren konge Theoderik den store den 18. maj 526, efterkom de som skulle vælge den nye pave kongens krav og valgte kardinal Felix til pave. Da Felix var kongens favorit, skaffede kongen kirken større fordele.